# 车里雅宾斯克州州旗

车里雅宾斯克州旗

车里雅宾斯克州州旗由红黄两底色和其上的骆驼组成。白色雙駝峰駱駝被視為是一種強壯、高雅的動物，代表智慧、長壽、回憶、忠實、與耐性，代表車里雅賓斯克州曾為伊塞特省的歷史，白色代表高貴、純潔、正義、與仁慈；紅底表示生命、仁慈、與愛；象徵著勇氣、力量、火焰、情感、美麗、與健康，他也同時代表著此地在動力工程上的重要地位；下頭的黃底象徵著連接著歐亞的烏拉山，代表雄偉與美麗。